# Магеланник
Магела́нник (Melanodera) — рід горобцеподібних птахів родини саякових (Thraupidae). Представники цього роду мешкають в Патагонії, на Вогняній Землі та на Фолкленських островах. Раніше магеланників відносили до родини вівсянкових (Emberizidae), однак за результатами низки молекулярно-філогенетичних досліджень їх, разом з низкою інших видів, було переведено до родини саякових, підродини квіткоколних (Diglossinae).

## Види
Виділяють два види:
- Магеланник жовтокрилий (Melanodera melanodera)
- Магеланник жовтовусий (Melanodera xanthogramma)

## Етимологія
Наукова назва роду Melanodera походить від сполучення слів дав.-гр. μελας — чорний і δερα — шия.